# Traian Băsescu
Traian Băsescu (* 4. listopadu 1951 Murfatlar) je rumunský politik a v letech 2004–2014 prezident Rumunska. Parlament jej dvakrát odvolal z funkce, ale v následném referendu (které po takovém aktu povinně následuje) svůj post v obou případech uhájil.

## Rodina
Băsescu se narodil v Basarabi poblíž města Constanța.
Jeho otec Dimitru byl armádním důstojníkem. Traian Băsescu má bratra Mirceu. Se svou ženou Marií má dvě dcery, starší Ioanu a mladší Elenu Băsescuovou, která je od roku 2009 poslankyní Evropského parlamentu.

## Kariéra

### Kapitán obchodní lodi
Băsescu v roce 1976 absolvoval Námořní institut v Konstanci a stal se úředníkem pro obchodní loďstvo u rumunské státní lodní společnosti Navrom. V letech 1981 až 1987 pracoval jako kapitán na rumunských obchodních lodích, a v roce 1984 byl povýšen na kapitána tankeru Biruința, největší lodi rumunské flotily. V roce 1989 se odstěhoval do Belgie, kde řídil místní pobočku Navromu v Antverpách.

### Politická kariéra
Băsescu byl členem komunistické strany (PCR). Po pádu komunismu prohlásil, že do PCR musel vstoupit kvůli své námořní kariéře, a vešel do politiky jako člen velké Fronty národní spásy (FSN). V roce 1992, když se FSN rozštěpila na dvě frakce - Sociálně demokratickou stranu Rumunska (PDSR, později PSD), vedenou Ionem Iliescem, a Demokratickou stranu (PD), vedenou Petrem Romanem, Băsescu vstoupil do Demokratické strany a ještě téhož roku byl zvolen do dolní komory rumunského parlamentu - Poslanecké sněmovny a byl znovu zvolen ve volebním období 1996-2000.
Současně Băsescu několikrát vykonával funkci ministra dopravy - v letech 1991 až 1992 a poté od listopadu 1996 do června 2000.
V prosinci 1997 nařkl v interview pro známé rumunské noviny tehdejšího premiéra Victora Ciorbeu, že zavádí příliš málo reforem, ačkoliv byl Ciorbea opozicí kritizován naopak pro přílišné reformování. To bylo prvním krokem k rozvinutí velkého sporu uvnitř vládní koalice, který vedl k rezignaci všech ministrů Demokratické strany (včetně Băseska), a posléze k rezignaci samotného premiéra. Následně však Băsescu znovu usedl do ministerského křesla v novém kabinetu Radu Vasileho.
Po porážce Petre Romana, který ji vedl 9 let, byl v roce 2001 zvolen předsedou Demokratické strany. V roce 2003 Băsescu vyjednal volební koalici s Národní liberální stranou (PNL), aby byla vytvořena silná středo-pravicová opozice proti vládnoucí PSD. Nový pakt, nazvaný Aliance Pravda a Spravedlnost, vyslal společné kandidáty do obecních a parlamentních voleb a byl volen jako blok. Jakožto prezident Demokratické strany byl Băsescu zvolen místopředsedou Aliance Pravda a Spravedlnost, spolu s předsedou PNL Theodorem Stolojanem. Nástupcem Stolojana se pak stal Călin Popescu-Tăriceanu.

### Primátor Bukurešti
V roce 2000 byl Băsescu zvolen primátorem Bukurešti, když velmi těsně (50,7 % ku 49,3 %) zvítězil nad kandidátem PSD Sorinem Oprescem. Ve funkci primátora byl chválen za výraznou redukci (ačkoliv použil velmi drastické metody, jako např. hromadnou eutanazii) počtu toulavých psů - z 200 až 300 000 psů v roce 2000 na 25 000 v roce 2004 (počet kousnutí toulavým psem se snížil z 1500 měsíčně na 200).
Tato kampaň byla velmi kontroverzní, mnoho ochránců zvířat protestovalo proti hromadné eutanazii psů. Též se objevilo několik případů, kdy lidé oznámili úřadům, že se chtějí zbavit toulavých psů a druhý den se v útulcích objevili sousedi, kteří psy krmili a vzali je zpátky. Băsescu byl také nařčen z pouhého stěhování toulavých psů z centra města na periferii. V roce 2006 počet psů-tuláků opět překročil 200 000 a 29. ledna 2006 na následky útoku toulavého psa zemřel japonský turista.
Ale v roce 2004 Băsescu považoval kampaň za úspěšnou. Také o modernizaci kanalizace a veřejného osvětlení (které byly ve velmi špatném stavu) hovořil jako o úspěších. Podařilo se mu též modernizovat městskou hromadnou dopravu v Bukurešti. Jeho volební období bylo ve znamení neustálých sporů s institucemi, kontrolovanými opozicí (především PSD). V duchu údajné potřeby decentralizace schválila národní vláda (vedená PSD) několik vyhlášek přesouvajících moc z rukou primátora do rukou městských čtvrtí a městské rady. Băsescu obvinil členy městské rady z korupce a podařilo se mu u soudu zrušit několik rozhodnutí rady. Následně se vláda rozhodla městskou radu rozpustit, ovšem nakonec k tomu nedošlo. Tyto konflikty vedly ke zpoždění nebo zrušení některých plánovaných městských investic (např. na opravu silniční sítě), financovaných Evropskou investiční bankou. V roce 2004 byl Băsescu zvolen znovu, když získal necelých 55 % hlasů. Koncem roku však na svou funkci rezignoval, protože vyhrál prezidentské volby.

## Rumunský prezident

### Zvolení a nástup do funkce
V souvislosti s překvapivým stažením prezidentské kandidatury Theodora Stolojana byl na kandidáta navržen Aliancí Pravda a Spravedlnost právě Băsescu. Jeho největším protivníkem byl tehdejší sociálnědemokratický premiér Adrian Năstase. Ačkoliv první volbu vyhrál Năstase s náskokem 7 %, druhou volba byla ve znamení Băseskova comebacku - rozdílem 2,5 % vyhrál prezidentské volby (získal 51,2 % hlasů).
Protože Băsescu ihned po nástupu rozjel velké reformy a spustil protikorupční kampaň, bylo jeho vítězství ve volbách označováno za „rumunskou Oranžovou revoluci“ (dle událostí na Ukrajině ve stejném roce). Později však vyvolal několik afér svými xenofobními výroky.

### Suspendování
Po jmenování Băsesca prezidentem začalo brzy docházet ke sporům o kompetence mezi ním a předsedou vlády Tăriceanem, které vytvářely politickou nejistotu v zemi. Počátkem roku 2007 vznikla iniciativa na sesazení prezidenta, kterou vyšetřovací výbor rumunského parlamentu odůvodnil tím, že se Băsescu prohřešil v devatenácti případech proti ústavě, překračoval kompetence a chránil zájmy mafie. Rumunský ústavní soud však žádná závažná pochybení proti ústavě neshledal. Vše vyvrcholilo začátkem dubna 2007 krachem koalice a politickou krizí. Po odchodu Demokratické strany z vlády vytvořil Tăriceanu menšinový kabinet se zástupci maďarské menšiny a s podporou sociálních demokratů (PSD). Při hlasování v parlamentu (20. dubna 2007) podpořila suspendování prezidenta většina poslanců (322 pro, 108 proti, 10 absencí). Rozhodnutí parlamentu však ještě musela v referendu podpořit nadpoloviční většina všech oprávněných voličů. Referendum se uskutečnilo 19. května 2007 - volební účast činila necelých 44 procent a proti odvolání hlavy státu se vyslovilo více než 74 procent hlasujících. Plebiscit je označován za vyvrcholení dlouhé politické bitvy mezi prezidentem a jeho protivníky z vlády i opozice v parlamentu.
Další návrh referenda schválil rumunský parlament 6. července 2012. Băsescu byl do vyhlášení výsledků hlasování zbaven funkce, jeho pravomoce dočasně přebral předseda Senátu Crin Antonescu. Referendum se konalo 29. července 2012. Volební účast byla pouze 46%, hlasování tedy bylo neplatné. Jeho neplatnost potvrdil 21. srpna 2012 ústavní soud, od té chvíle Băsescu mohl opět vykonávat funkci prezidenta, kterou opustil po uplynutí mandátu v prosinci 2014.

## Vyznamenání
- komtur Řádu za zásluhy – Rumunsko, 2000[5]
- velkokříž s řetězem Řádu Isabely Katolické – Španělsko, 16. listopadu 2007[6]
- rytíř Řádu Serafínů – Švédsko, 2008
- Maltézský záslužný řád – Suverénní řád Maltézských rytířů, 2008
- rytíř Řádu bílé orlice – Polsko, 9. března 2009
- velkokříž Řádu svatého Karla – Monako, 16. dubna 2009[7]
- Řád republiky – Moldavsko, 27. ledna 2010[8]
- Národní řád za zásluhy – Malta, 7. října 2010[9]
- velkokříž s řetězem Řádu tří hvězd – Lotyšsko, 28. února 2011[10]
- Řád kříže země Panny Marie I. třídy s řetězem – Estonsko, 6. dubna 2011[11]
- Řád Hejdara Alijeva – Ázerbájdžán, 18. dubna 2011[12]
- velkokříž s řetězem Řádu zásluh o Italskou republiku – Itálie, 7. září 2011[13]
- Řád Srbské republiky II. třídy – Srbsko, 2013
- Řád Štěpána Velikého – 2. dubna 2015[14]